# Vălul lui Isis

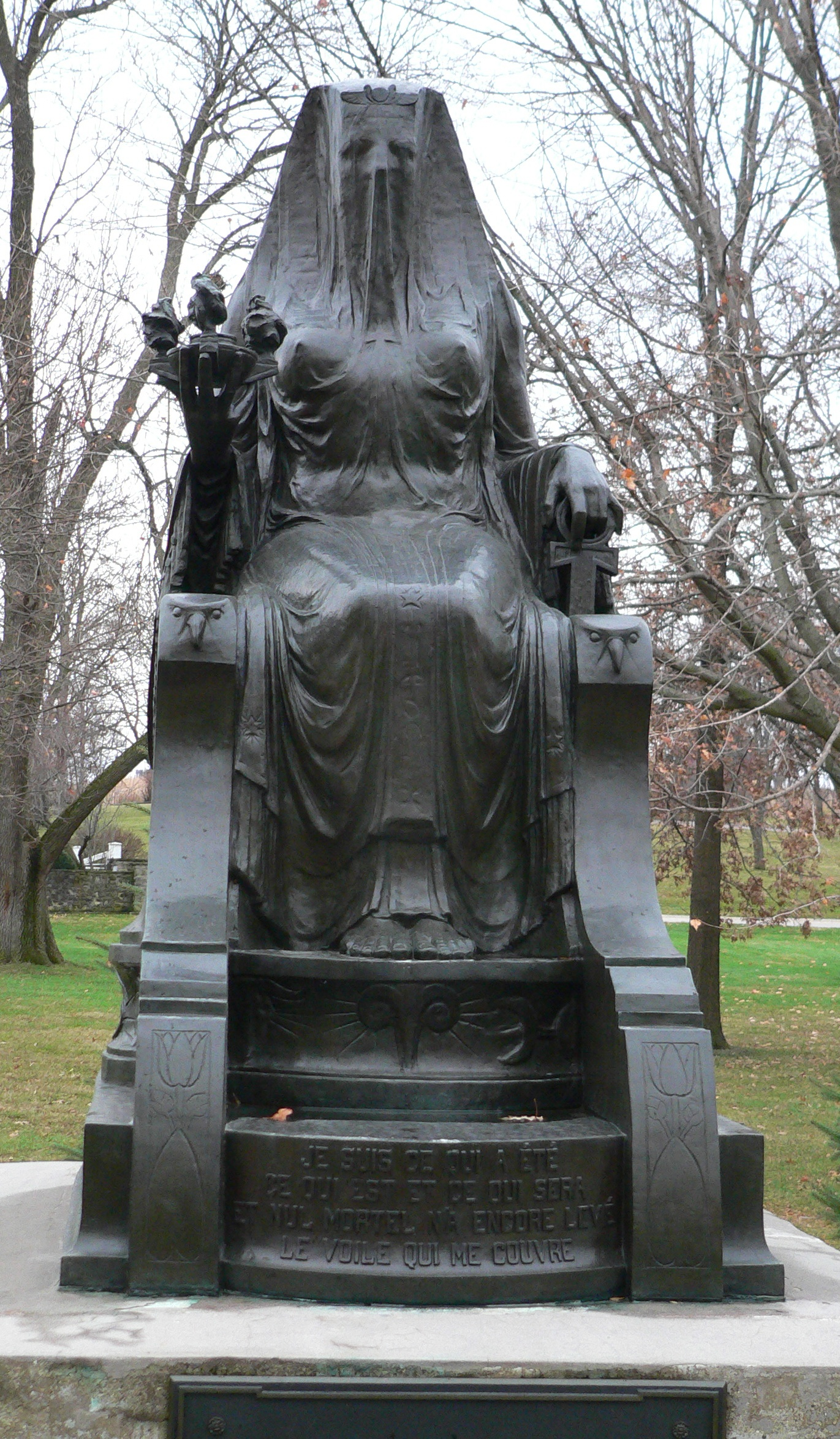
Isis ca o „zeiță a vieții” acoperită cu un văl, având pe piedestalul de sub ea inscripția de la Sais scrisă în limba franceză, Herbert Hoover National Historic Site

Vălul lui Isis este o metaforă și un motiv artistic alegoric prin care natura este personificată ca zeița Isis acoperită cu un văl sau cu o manta, reprezentând inaccesibilitatea secretelor naturii. El este adesea combinat cu un motiv asociat, în care natura este portretizată ca o zeiță cu mai mulți sâni care o reprezintă pe Isis, Artemis sau o combinație a celor două zeițe.
Motivul avea la bază o statuie a lui Isis, sau a zeiței Neith, care era uneori confundată cu ea, din orașul egiptean Sais menționată de autorii greco-romani Plutarh și Proclus. Ei au susținut că statuia conținea inscripția următoare: „Eu sunt tot ceea ce a fost, ceea ce este și ceea ce va fi, și nici un muritor nu a îndrăznit până acum să îmi ridice vălul”. Ilustrații ale zeiței Isis cu văl au fost populare de la sfârșitul secolului al XVII-lea până la începutul secolului al XIX-lea, adesea ca reprezentări alegorice ale științei și filozofiei din epoca Iluminismului care descopereau secretele naturii. Autorii de la sfârșitul secolului al XVIII-lea, precursori ai romantismului, au început să folosească ridicarea vălului lui Isis ca o metaforă pentru aflarea adevărului inspirator de evlavie. Helena Blavatsky, în cartea Isis Unveiled (1877), a folosit această metaforă pentru adevărurile spirituale pe care sistemul de credință teozofic spera să le descopere, iar magia ceremonială modernă includea un ritual numit Ruperea vălului pentru a-l aduce pe magician într-o stare superioară de conștientizare spirituală.

## Statuia și inscripția de la Sais
Prima menționare a vălului lui Isis apare în Despre Isis și Osiris, o interpretare filosofică a religiei Egiptului Antic realizată de Plutarh, un scriitor grec la sfârșitul primului secol și începutul celui de-al doilea secol d.Hr. El a menționat existența unei statui a unei zeițe așezate în orașul egiptean Sais, statuie care purta inscripția „Eu sunt tot ceea ce a fost, ceea ce este și ceea ce va fi, și nici un muritor nu a îndrăznit până acum să îmi ridice vălul”. Plutarh numea veșmântul peplos; cuvântul este tradus în română ca „manta” sau „văl”. Plutarh o identifica pe zeiță ca „Atena, pe care [egiptenii] o consideră a fi Isis”. Sais era centrul cultului zeiței Neith, pe care grecii o comparau cu zeița Atena și era, astfel, zeița despre care scria Plutarh. În vremea lui Plutarh Isis era zeița proeminenta a religiei egiptene și era confundată frecvent cu Neith, așa putându-se explica echivalarea celor două zeițe de către Plutarh. La mai mult de 300 de ani după Plutarh, filozoful neoplatonic Proclus scria despre aceeași statuie în Cartea I a lui Comentariilor la dialogurile platoniciene „Timaios”. În această versiune, veșmântul este un chiton, „nici un muritor” este înlocuit cu „nimeni” și este adăugată o a treia afirmație: „Rodul pântecelui meu a fost soarele”.
Proclus a scris că statuia se afla în aditonul unui templu din Sais, dar în spațiile interioare ale templelor egiptene nu puteau pătrunde decât preoții, și este puțin probabil ca o statuie a unei zeități ar fi fost permanent acoperită de văl; preoții vedeau imaginea zeității în fiecare zi atunci când realizau ritualurile religioase. Cu toate acestea, o statuie din curtea interioară a unui templu putea conține o inscripție similară cu cea descrisă de Plutarh și Proclus. Prima parte a inscripției — „Eu sunt tot ceea ce a fost, ceea ce este și ceea ce va fi” — înseamnă că zeița cuprindea totul. Această afirmație era făcută de obicei de zeii creatori cum ar fi Ra sau Amun în religia egipteană; dacă același lucru s-a spus despre Isis, afirmația reflectă statutul superior de care a beneficiat cultul ei în epoca greco-romană, în care s-a spus adesea că ea ar fi fost creatoarea lumii. Cea de-a doua parte — „nici un muritor nu a îndrăznit până acum să îmi ridice vălul” — presupune că zeița era virgină, o afirmație făcută adesea în epoca greco-romană, dar în contrast cu vechea credință că Isis și soțul ei, Osiris, l-au conceput pe fiul lor, Horus. Versiunea lui Proclus sugerează că zeița a conceput și a dat naștere soarelui, fără participarea unei zeități de sex masculin, ceea ce ar reflecta miturile egiptene despre Neith ca mama zeului soare Ra. O altă posibilă explicație, sugerată de egiptologul Jan Assmann, este că ultima parte a inscripției egiptene înseamnă „nu există nimeni în afară de mine”, proclamând că zeița atotcuprinzătoare era unică, și a fost tradus în greacă ca „nu este nimeni care mi-a văzut [sau: descoperit] fața”.

## Isis și Artemis ca personificări ale naturii

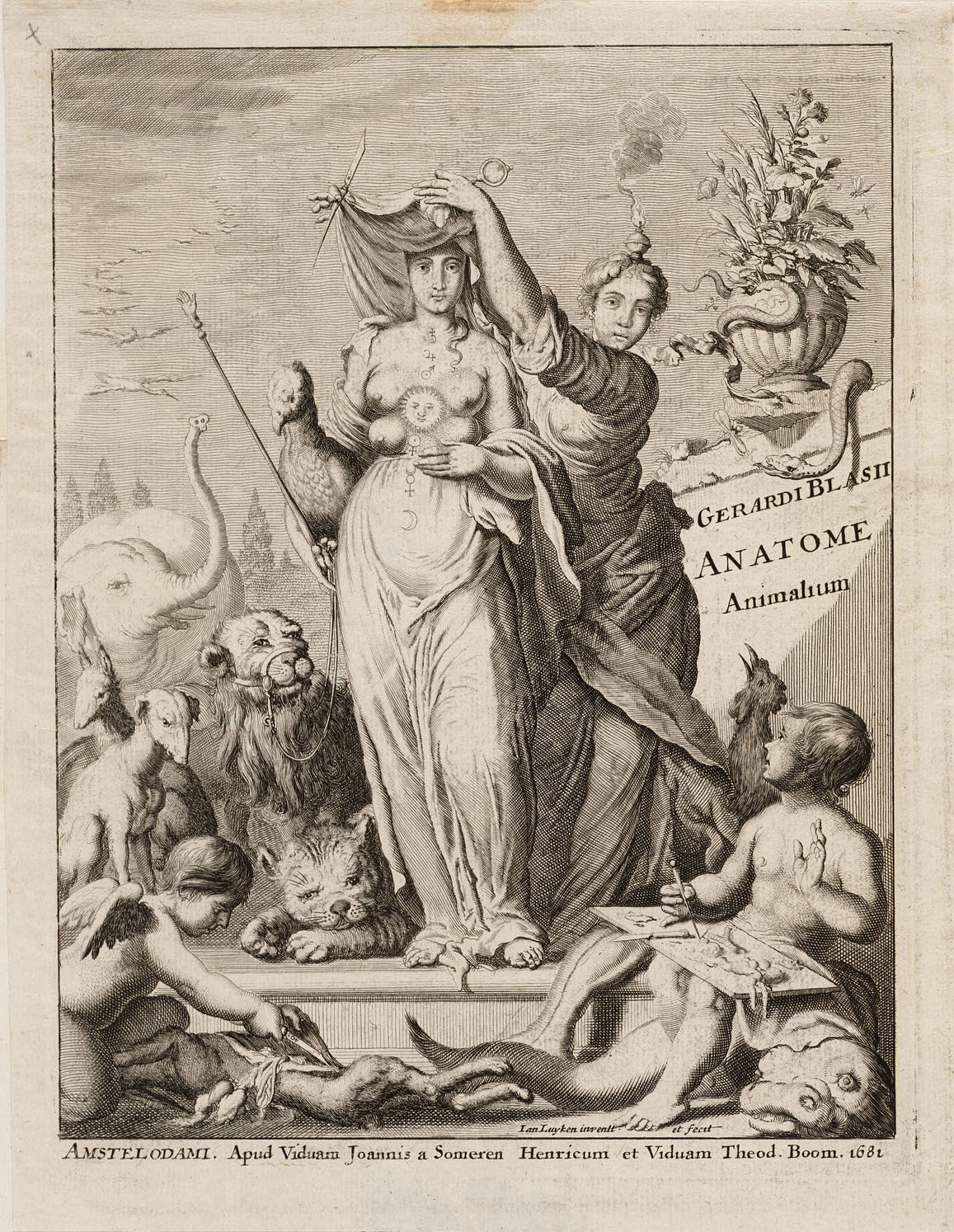
Știința dezvelind Natura pe frontispiciul lucrării Anatome Animalum, 1681

Mai multe alte surse au influențat motivul lui Isis cu văl. Unul a fost tradiție care o asocia pe zeița Isis cu natura și cu zeița Artemis. Arta europeană are o lungă tradiție de personificare a naturii ca o figură maternă. Începând din secolul al XVI-lea acest motiv a fost influențat de iconografia zeiței Artemis din Efes (cunoscută, de asemenea, sub numele echivalentului ei roman, Diana). Artemis din Efes a fost reprezentată cu protuberanțe rotunde pe piept, care ar fi putut fi inițial bijuterii, dar au ajuns să fie interpretate ca sânii. Isis a fost comparată uneori cu Artemis, iar scriitorul roman Macrobius a scris în secolul al IV-lea d.Hr. că „Isis este pământul sau natura, care se află sub soare. De aceea întregul corp al zeiței este plin de sâni plasați aproape unul de altul [ca în cazul lui Artemis din Efes], pentru că toate lucrurile sunt hrănite de pământ sau de natură”. Astfel, artiștii din secolul al XVI-lea au reprezentat natura ca Isis-Artemis cu mai mulți sâni.
O a doua influență a fost tradiția că natura este misterioasă. Ea provine dintr-un aforism al filozofului grec Heraclit de la sfârșitul secolului al VI-lea sau începutul secolului al V-lea î.Hr., care este tradus în mod tradițional ca „naturii îi place să se ascundă”. Poemul epic The Faerie Queene (1590) al lui Edmund Spenser personifică natura ca o femeie cu voal, fără legătură cu Isis, deși zeița apare în altă parte a scrierii. Mai mulți ilustratori din secolul al XVII-lea au folosit femeia anonimă cu văl în același scop. În anii 1650, lucrarea Oedipus Aegyptiacus a lui Athanasius Kircher explica că vălul lui Isis ar fi un simbol al secretelor naturii.
Frontispiciul cărții Anatome Animalum (1681) a lui Gerhard Blasius, gravat de Jan Luyken, a fost prima reprezentare a zeițelor Isis-Artemis cu mai mulți sâni și cu vălul înlăturat. Ilustrația arată o personificare a științei care ridică vălul ca o alegorie pentru modul în care știința descoperă secretele naturii. Această metaforă a fost reutilizată pe frontispiciile mai multor lucrări ale lui Antonie van Leeuwenhoek și apoi în ilustrațiile altor lucrări științifice apărute pe parcursul secolului al XVIII-lea. În unele cazuri figura cu văl este o statuie, amintind de statuia originală a lui Artemis din Efes, în timp ce în altele este o femeie vie. Motivul a fost combinat, uneori, cu alte metafore, astfel încât, de exemplu, pe frontispiciul lucrării Filozofia naturii a lui Jean-Baptiste-Claude Delisle de Sales, Natura se dezvăluie ea însăși unui filozof care răstoarnă Despotismul și Superstiția. Dezvelirea chipului zeiței Isis exprima așadar speranța, răspândită în Epoca luminilor, că filosofia și știința vor triumfa asupra iraționalului, descoperind cele mai profunde adevăruri ale naturii. Acest motiv a continuat să fie reprezentat și în secolul al XIX-lea. Un exemplu este sculptura Natura dezvelindu-se în fața Științei (1899) a lui Louis-Ernest Barrias, în care sunt omiși sânii multipli, iar Isis poartă pe mantie un scarabeu care face trimitere la contextul istoric egiptean.

## Isis ca mister

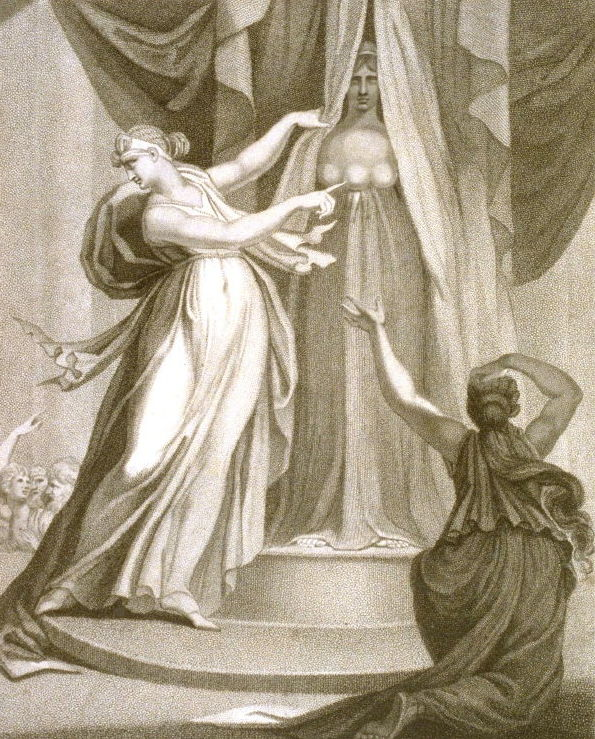
Dezvelirea statuii lui Isis ca o personificare a naturii, reprezentată ca momentul culminant al inițierii, într-o gravură din 1803 a lui Henry Fuseli

O altă interpretare a vălului lui Isis a apărut la sfârșitul secolului al XVIII-lea, în timpul perioadei romantismului, în care natura constituia mai degrabă un mister ce inspira evlavie decât o sumă de cunoștințe prozaice.
Această interpretare a fost influențată de vechile inițieri misterioase dedicate lui Isis care erau realizate în lumea greco-romană. Deși aceste ritualuri s-au dezvoltat în perioadele elenistică sau romană, sub influența anterioarelor ritualuri misterioase greco-romane, atât autorii clasici, cât și oamenii de știință din secolul al XVIII-lea presupuneau că ele erau inspirate din aspecte vechi ale religiei egiptene antice. Mulți francmasoni, membri ai frăției europene care a atins forma sa modernă la începutul secolului al XVIII-lea, au adoptat motive egiptene și au ajuns să creadă că ritualurile lor își au originea în ritualurile misterioase dedicate lui Isis. Un francmason din anii 1780, Karl Leonhard Reinhold, a încercat să împace ritualurile tradiționale ale francmasoneriei, care erau considerate a-și avea originea în vremea Israelului Antic, cu entuziasmul său pentru ritualurile egiptene. Pentru a face acest lucru, el a interpretat prima afirmație de pe statuia de la Sais: „Eu sunt tot ceea ce a fost, ceea ce este și ceea ce va fi”, ca o declarație a panteismului în care natura și divinitatea sunt identice. Reinhold a susținut public că religia egipteană era politeistă, dar misterele egiptene erau concepute să dezvăluie adevărul panteistic cel mai profund doar unei elite de inițiați. De asemenea, el a spus că afirmația „Eu sunt cel ce sunt”, rostită de Dumnezeul evreilor în Cartea Exodului, însemna același lucru ca și inscripția de la Sais și a indicat că iudaismul descindea din sistemul religios al Egiptului Antic. Sub influența interpretării lui Reinhold, alți francmasoni au ajuns să considere că Isis cu văl este simbolul unei enigme de nepătruns, care reprezintă adevărul și viața, precum și natura, o zeitate care, după cum scrie Assmann, era considerată „prea atotcuprinzătoare ca să aibă un nume”.
Immanuel Kant relaționa motivul vălului lui Isis cu conceptul de sublim, spunând: „Poate că nimeni nu a spus nimic mai sublim, sau a exprimat un gând mai sublim, decât în inscripția din templul lui Isis (Mama Natură).” Potrivit lui Kant, sublimul evoca atât uimire, cât și teroare, iar aceste emoții au apărut frecvent în lucrările scriitorilor de la sfârșitul secolului al XVIII-lea și începutul secolului al XIX-lea care au inclus motivul vălului. Natura extatică a riturilor misterioase antice a contribuit la concentrarea asupra emoțiilor. Friedrich Schiller, de exemplu, a scris un eseu despre religia egipteană și religia iudaică, care copia în mare parte ideile lui Reinhold, dar punea un nou accent pe acumularea emoțională care înconjura misterele. El a spus că emoțiile îl pregăteau pe inițiat să se confrunte cu puterea naturii ce inspira evlavie în punctul culminant al ritualului. În mod similar, o ilustrație a lui Henry Fuseli pentru poemul The Temple of Nature (1803) al lui Erasmus Darwin arată explicit că dezvelirea statuii lui Isis este punctul culminant al inițierii.
Cartea Isis Unveiled (1877) a Helenei Blavatsky, unul din textele de bază pentru sistemul de credință ezoteric al teozofiei, folosește metafora vălului ca titlu. Isis nu are un rol proeminent în carte, dar Blavatsky afirmă că filosofii încearcă să ridice vălul lui Isis, sau al naturii, dar văd numai formele fizice. Ea a adăugat: „sufletul dinlăuntru scapă vederii lor, iar Mama Divină nu are nici un răspuns pentru ei”, ceea ce înseamnă că teozofia va dezvălui adevăruri despre natură pe care știința și filosofia nu pot să le arate.

## Legături externe
- Materiale media legate de Vălul lui Isis la Wikimedia Commons